# آبهی (فیلم)
آبهی (به انگلیسی: Abhi) فیلمی هندی محصول سال ۲۰۰۳ و به کارگردانی دینش بابو است. در این فیلم بازیگرانی همچون پونیت راجکومار، دیویا اسپاندانا و اوماشری ایفای نقش کرده‌اند.